# Hemidactylus brasilianus
Hemidactylus brasilianus es una especie de geco de la familia Gekkonidae. Es endémica del este de Brasil.

## Descripción
Se trata de una especie ovípara de color gris azulado, que  vive en los árboles  y se alimenta de insectos herbívoros y otros invertebrados. Tiene los párpados inmovibles o fijos. Es nocturno. Vive alrededor de 6 a 13 años y la madurez sexual se alcanza a los 6-9 meses de edad. Tienen un tamaño de cerca de 13 cm de largo y 2 cm de ancho. No pueden cambiar su color. Cuando es atacado por un pájaro, corren en círculos, confundiendo al depredador. Cuando es atacado por un animal terrestre, suben a un árbol alto, se esconden en hierba alta, o tratan de ocultarse debajo de las hojas, piedras y otros objetos que pueden encontrar.[cita requerida]